# District de Huayopata
Le district de Huayopata est l’un des dix-huit districts de la province de La Convención située dans le département de Cusco au Pérou.
Il a été créé le 2 janvier 1857.
Ce district produit notamment du thé.